# Togizita I
Togizita I is een bestuurslaag in het regentschap Nias Selatan van de provincie Noord-Sumatra, Indonesië. Togizita I telt 244 inwoners (volkstelling 2010).